# Metilcicloesano
Il metilcicloesano è un composto organico con formula molecolare CH3C6H11. È un idrocarburo saturo liquido a temperatura ambiente, incolore e con un debole odore. Il metilcicloesano è impiegato come solvente ed è spesso presente in liquidi di correzione (bianchetti).

## Produzione e utilizzo
Può essere prodotto per idrogenazione del toluene:
CH3C6H5 + 3 H2 → CH3C6H11
Il metilcicloesano, usato come componente di miscela, viene generalmente deidrogenato per ottenere toluene, che incrementa il numero di ottano dei combustibili per automobili.

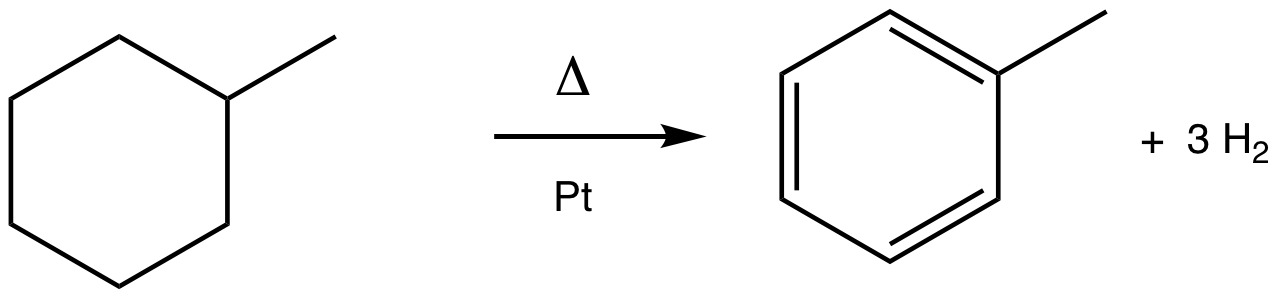
La conversione di metilcicloesano in toluene avviene per una reazione di aromatizzazione classica. Questa reazione platino-catalizzata è praticata in scala nella produzione di benzina da petrolio.

È inoltre una sostanza comune nelle miscele surrogate per jet.

### Solvente
Il metilcicloesano è impiegato come solvente organico, con proprietà simili a quelle di idrocarburi saturi come l'eptano. È inoltre un solvente per molti fluidi di correzione.

## Struttura
Il metilcicloesano è un cicloesano monosostituito poiché è presente una sola diramazione con un gruppo metile. Come tutti i cicloesani, può rapidamente passare da una configurazione a sedia ad un'altra. La forma a più bassa energia si ha quando il gruppo metile occupa una posizione equatoriale piuttosto che assiale. In posizione assiale, il gruppo metile subisce uno sforzo sterico per la presenza degli idrogeni assiali nello stesso lato dell'anello (noto come interazione diassiale 1,3). Esistono 2 di queste interazioni, una per ciascuna combinazione di coppia metile/idrogeno che contribuisce con un'energia di 7,61 kJ/mol. La conformazione equatoriale non subisce questa interazione ed è quindi energeticamente favorita.

## Infiammabilità e tossicità
Il metilcicloesano è infiammabile.
È considerato inoltre "molto tossico per la vita acquatica". È da notare che, mentre il metilcicloesano è una sottostruttura del 4-metilcicloesanmetanolo (MCHM), si distingue per le sue proprietà fisiche, chimiche e biologiche (ecologiche, metaboliche e tossicologiche).